# جنيفر لوس
جنيفر لوس (بالإنجليزية: Jennifer Luce)‏ هي مهندسة معمارية أمريكية، ولدت في 3 مايو 1960.